# 何塞·劳尔·卡帕布兰卡
何塞·劳尔·卡帕夫兰卡-格劳佩拉（1888年11月19日—1942年3月8日），古巴国际象棋大师，出生於哈瓦那，曾是国际象棋世界冠军（1921年—1927年），也是國際象棋變體卡帕布蘭卡象棋的作者，因其出色的殘局技巧和下棋速度而廣為人知。
卡帕布蘭卡於在1921年從拉斯克手中奪得了世界象棋冠軍頭銜，但於1927 年大意將冠軍頭銜輸給了亞歷山大·阿廖欣，後者在賽前從未擊敗過卡帕布蘭卡，在失去頭銜之後，雖然他努力找機會籌辦複賽，但終究沒有實現。
卡帕布蘭卡擅長將棋局簡單化，並於殘局擊敗他的對手，而他的防守能力也很強。在他的職業生涯中，他寫了幾本國際象棋書籍，其中《國際象棋基礎》（Chess fundamentals）一書，受米哈伊爾·博特溫尼克認為是有史以來最好的國際象棋書籍。

## 早年
卡帕布蘭卡於1888年11月19日出生在哈瓦那，根據卡帕布蘭卡的說法，他四歲時學會下棋。1905年，卡帕布蘭卡進入哥倫比亞學院（紐約）就讀化學工程，他在那裡為哥倫比亞的棒球隊效力，並很快成為新生隊的游擊手。一個學期後，他離開了哥倫比亞大學，全職投入國際象棋。

## 經歷
1909年時，卡帕布蘭卡在美國巡迴下棋，在27個城市下了602場比賽，得分率為96.4%，這一系列的表演賽所獲得的資金使他能夠與當時的美國冠軍馬歇爾進行一場表演賽，後者贏了1904年劍橋斯普林斯錦標賽的冠軍，排在當時世界冠軍拉斯克前。卡帕布蘭卡以15比8擊敗馬歇爾（8勝1負14平）。賽后，卡帕布蘭卡表示自己從未翻開過一本關於國際象棋開局的書。卡帕布蘭卡在1911年紐約全國錦標賽中12場比賽中以9½的分數位居第二，落後馬歇爾半分。賽後，馬歇爾邀請卡帕布蘭卡參加在聖塞瓦斯蒂安的比賽。
1911年的聖塞巴斯蒂安比賽是“當時陣容最強的五項賽事之一”，因為除了世界冠軍拉斯克之外，所有世界領先的棋手都參加了比賽。卡帕布蘭卡在首輪戰勝伯恩斯坦，更簡單地擊敗了尼姆佐維奇，並以6勝1負7平的成績位居第一，領先魯賓斯坦、米蘭維德瑪、馬歇爾、卡爾·施萊希特和西格伯特·塔拉施等人。